# 领鵙鹛
领鵙鹛（学名：Gampsorhynchus torquatus），是画眉科白头鵙鹛属的一种，分布于缅甸、老挝、中国大陆、越南、泰国和马来西亚。该物种的保护状况被评为无危。
领鵙鹛的栖息地包括亚热带或热带的（低地）湿润疏灌丛、亚热带或热带的（低地）季节性湿润草原、亚热带或热带的湿润低地林、亚热带或热带的高海拔疏灌丛、亚热带或热带的高海拔草原和亚热带或热带的湿润山地林。